# Scolelepis ciliata
Scolelepis ciliata är en ringmaskart som först beskrevs av Wilhelm Moritz Keferstein 1862.  Scolelepis ciliata ingår i släktet Scolelepis och familjen Spionidae.
Artens utbredningsområde är Nordsjön. Inga underarter finns listade i Catalogue of Life.